# Efrén Vázquez
Efrén Vázquez Rodríguez (Bilbao, 2 de septiembre de 1986) es un piloto español de motociclismo. Actualmente es piloto probador del proyecto KTM de Moto3. También ha competido en las categorías del campeonato del mundo de 125cc, 250cc y Moto3. En el año 2008 fue el ganador del FIM CEV International Championship.

## Trayectoria
Debutó en la categoría de 250cc del campeonato del mundo en 2007, disputando los últimos diez Grandes Premios con Aprilia en el equipo Blusens Alemania, sustituyendo a Arturo Tizón.
En 2008 subió a la categoría de 125cc, con el mismo equipo y su compañero de equipo fue Scott Redding. Este mismo año gana el FIM CEV International Championship.
En 2009 pasó al equipo Derbi Racing. Su mejor resultado fue el quinto puesto en España y terminó la temporada en el puesto 14 con 54 puntos.
En 2010 se mantuvo en el mismo equipo. Logró un segundo puesto en Catar y un tercer puesto en el GP de San Marino. Terminó la temporada en 5.ª posición con 152 puntos.
En 2011 pasó al equipo Avant-AirAsia-Ajo, junto a Johann Zarco. Fue tercero en San Marino y terminó la temporada en 7.º lugar con 160 puntos.
En 2012 pasó al equipo JHK T-Shirt Laglisse. Terminó la temporada en 10.ª posición con 93 puntos.
En 2013 se trasladó a Mahindra. Se vio obligado a perderse los Grandes Premios de Francia e Italia debido a una fractura de clavícula derecha sufrida en los entrenamientos libres del GP de Francia. Terminó la temporada en 9.ª posición con 82 puntos.
En el Gran Premio de Indianápolis de 2014, logró su primera victoria, después de superar a Romano Fenati en la recta final, imponiéndose por 0,065 segundos. Sumó su segunda victoria en la misma temporada, en Malasia, logrando el cuarto lugar en el campeonato.
En 2015 pasó al equipo Leopard Racing. Obtuvo dos segundos puestos y dos terceros puestos. Terminó la temporada en octavo lugar con 155 puntos.
En 2016 dio el salto a Moto2, con el equipo JPMoto Malaysia. Esta temporada se vio obligado a perderse los Grandes Premios de las Américas, España, Francia, Italia y Cataluña debido a una fractura de tobillo derecho sufrida en la clasificación para el GP de las Américas. No volvió a competir en la temporada 2016 y, por lo tanto, terminó el campeonato fuera de la clasificación sin haber sumado ningún punto.
En 2018 se convirtió en piloto probador de Moto3 para el fabricante austriaco de motocicletas KTM.

## Resultados en el Campeonato del Mundo
Sistema de puntuación de 1993 hasta 2022:
| Posición | 1.º | 2.º | 3.º | 4.º | 5.º | 6.º | 7.º | 8.º | 9.º | 10.º | 11.º | 12.º | 13.º | 14.º | 15.º |
| Puntos   | 25  | 20  | 16  | 13  | 11  | 10  | 9   | 8   | 7   | 6    | 5    | 4    | 3    | 2    | 1    |

### Por temporada

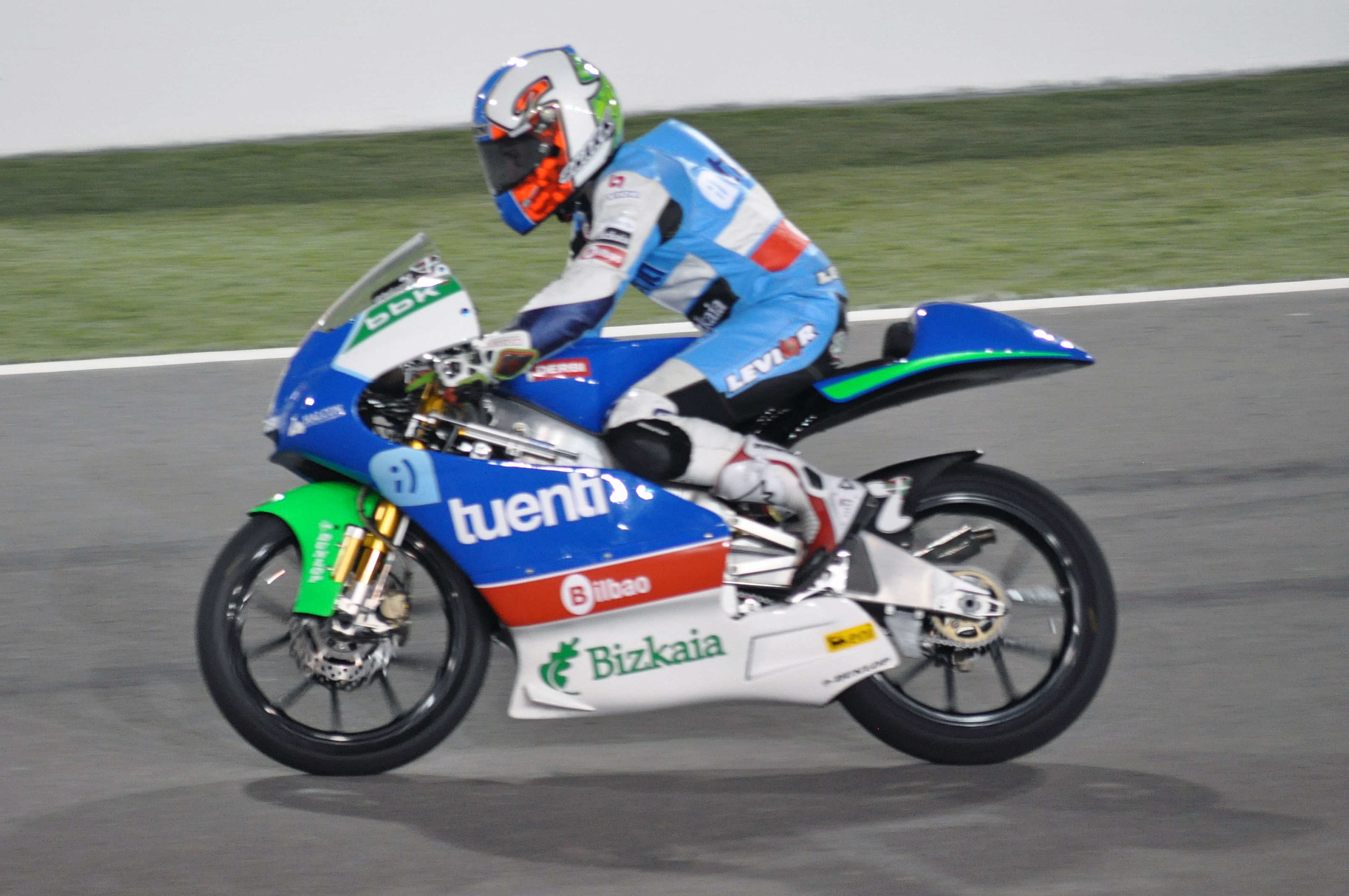
Efrén Vázquez, Losail 2010.

| Temporada | Categoría | Moto     | Carreras | Victorias | Podiums | Pole | Pts. | Pos. |
| --------- | --------- | -------- | -------- | --------- | ------- | ---- | ---- | ---- |
| 2007      | 250cc     | Aprilia  | 10       | 0         | 0       | 0    | 1    | 29.º |
| 2008      | 125cc     | Aprilia  | 15       | 0         | 0       | 0    | 31   | 20.º |
| 2009      | 125cc     | Derbi    | 16       | 0         | 0       | 0    | 54   | 14.º |
| 2010      | 125cc     | Derbi    | 17       | 0         | 2       | 0    | 152  | 5.º  |
| 2011      | 125cc     | Derbi    | 17       | 0         | 2       | 0    | 160  | 7.º  |
| 2012      | Moto3     | Honda    | 17       | 0         | 0       | 0    | 93   | 10.º |
| 2013      | Moto3     | Mahindra | 16       | 0         | 0       | 0    | 82   | 9.º  |
| 2014      | Moto3     | Honda    | 15       | 2         | 7       | 1    | 222  | 4.º  |
| 2015      | Moto3     | Honda    | 18       | 0         | 5       | 0    | 155  | 8.º  |
| Total     |           |          | 143      | 2         | 14      | 1    | 950  |      |

### Carreras por año
| Año  | Cat.  | Moto      | 1      | 2       | 3      | 4       | 5       | 6       | 7      | 8       | 9       | 10      | 11      | 12      | 13      | 14      | 15      | 16      | 17      | 18      | Final pos | Points |
| ---- | ----- | --------- | ------ | ------- | ------ | ------- | ------- | ------- | ------ | ------- | ------- | ------- | ------- | ------- | ------- | ------- | ------- | ------- | ------- | ------- | --------- | ------ |
| 2007 | 250cc | Aprilia   |        |         |        |         |         |         |        | GBR 16  | NED 18  | GER Ret | CZE 15  | SMR 16  | POR Ret | JPN Ret | AUS Ret | MAL Ret | VAL 18  |         | 29.º      | 1      |
| 2008 | 125cc | Aprilia   | QAT 9  | ESP Ret | POR 15 | CHI 10  | FRA Ret | ITA 18  | CAT 16 | GBR DNS | NED Ret | GER 15  | CZE 18  | SMR 11  | IND 20  | JPN 14  | AUS 11  | MAL DNS | VAL 12  |         | 20.º      | 31     |
| 2009 | 125cc | Derbi     | QAT 17 | JPN 22  | SPA 5  | FRA 8   | ITA Ret | CAT Ret | NED 12 | GER 17  | GBR 9   | CZE 14  | IND 21  | SMR 12  | POR Ret | AUS 7   | MAL Ret | VAL 7   |         |         | 14.º      | 54     |
| 2010 | 125cc | Derbi     | QAT 2  | SPA Ret | FRA 4  | ITA 5   | GBR 11  | NED Ret | CAT 5  | GER 8   | CZE Ret | IND 4   | SMR 3   | ARA 4   | JPN Ret | MAL 4   | AUS 4   | POR 8   | VAL 8   |         | 5.º       | 152    |
| 2011 | 125cc | Derbi     | QAT 4  | SPA 9   | POR 6  | FRA 3   | CAT 5   | GBR 5   | NED 7  | ITA 4   | GER Ret | CZE Ret | IND 6   | SMR 3   | ARA 4   | JPN Ret | AUS 4   | MAL 11  | VAL 4   |         | 7.º       | 160    |
| 2012 | Moto3 | FTR Honda | QAT 16 | SPA Ret | POR 5  | FRA Ret | CAT Ret | GBR 5   | NED 9  | GER 5   | ITA 6   |         | IND Ret | CZE 25  | SMR 7   | ARA 5   | JPN 9   | MAL 8   | AUS 8   | VAL Ret | 10.º      | 93     |
| 2013 | Moto3 | Mahindra  | QAT 10 | AME 14  | SPA 8  | FRA Ret | ITA Ret | CAT 5   | NED 12 | GER 6   |         | IND Ret | CZE 11  | GBR 10  | SMR 12  | ARA 10  | MAL Ret | AUS 7   | JPN Ret | VAL 5   | 9.º       | 82     |
| 2014 | Moto3 | Honda     | QAT 3  | AME 3   | ARG 6  | SPA 2   | FRA 6   | ITA 12  | CAT 3  | NED 6   | GER 6   | IND 1   | CZE 8   | GBR Ret | SMR 10  | ARA 13  | JPN 2   | AUS 4   | MAL 1   | VAL 6   | 4.º       | 222    |
| 2015 | Moto3 | Honda     | QAT 4  | AME 3   | ARG 2  | SPA 5   | FRA Ret | ITA Ret | CAT 3  | NED Ret | GER 2   | IND Ret | CZE 4   | GBR 9   | SMR Ret | ARA 4   | JPN 10  | AUS 2   | MAL Ret | VAL Ret | 8.º       | 155    |